# Marc Frey
Marc Frey (ur. 6 sierpnia 1981 roku w Backnang) – niemiecki narciarz, specjalista kombinacji norweskiej, złoty medalista mistrzostw świata juniorów.

## Kariera
Po raz pierwszy na arenie międzynarodowej Marc Frey pojawił się w sezonie 1998/1999 Pucharu Świata B (obecnie Puchar Kontynentalny). Sezon ten zakończył na 30. pozycji, co pozwoliło mu na start w Pucharze Świata. Na najwyższym szczeblu rozgrywek zadebiutował 21 marca 1999 roku w Zakopanem, gdzie zajął 38. miejsce w konkursie rozgrywanym metodą Gundersena. Tym samym już w swoim debiucie wywalczył pierwsze pucharowe punkty (w sezonach 1993/1994-2001/2002 obowiązywała punktacja Pucharu Świata). Sezon 1998/1999 zakończył na 55. pozycji. W klasyfikacji generalnej Pucharu Świata najlepiej wypadł w sezonie 2003/2004, który ukończył na 40. miejscu. Nigdy nie stał na podium zawodów PŚ, najlepszy wynik osiągnął 12 grudnia 2003 roku w Val di Fiemme, gdzie zajął 22. miejsce w sprincie.
Większe sukcesy osiągał w Pucharze Kontynentalnym, gdzie dziesięć razy stawał na podium, przy czym pięciokrotnie zwyciężał. Najlepiej spisywał się w sezonie 2002/2003, który ukończył na trzeciej pozycji w klasyfikacji generalnej. Lepsi od Freya okazali się tylko Norweg Magnus Moan oraz kolejny reprezentant Niemiec - Matthias Mehringer.
Frey nigdy nie wystąpił na igrzyskach olimpijskich, ani mistrzostwach świata. W 2001 roku brał jednak udział w Mistrzostwach Świata Juniorów w Karpaczu, gdzie wspólnie z kolegami z reprezentacji wywalczył złoty medal w sztafecie. W 2005 roku Frey zakończył karierę.

## Osiągnięcia

### Mistrzostwa świata juniorów
| Miejsce | Dzień       | Rok  | Miejscowość   | Konkurencja          | Wynik zwycięzcy | Strata  | Zwycięzca          |
| ------- | ----------- | ---- | ------------- | -------------------- | --------------- | ------- | ------------------ |
| 21.     | 25 stycznia | 2000 | Štrbské Pleso | Gundersen K90/15 km  | 28:53,1         | +4:14,1 | Aleksiej Cwietkow  |
| 4.      | 28 stycznia | 2000 | Štrbské Pleso | Sztafeta K-90/3x5 km | 56:52,3         | +1:06,2 | Finlandia          |
| 8.      | 31 stycznia | 2001 | Karpacz       | Sprint K-90/5 km     | 14:07,7         | +56,5   | David Kreiner      |
| 13.     | 1 lutego    | 2001 | Karpacz       | Gundersen K90/10 km  | 29:35,7         | +3:08,5 | Norihito Kobayashi |
| 1.      | 3 lutego    | 2001 | Karpacz       | Sztafeta K85/4x5 km  | 658,0 pkt       | -       | -                  |

### Puchar Świata

#### Miejsca w klasyfikacji generalnej
- sezon 1998/1999: 55.
- sezon 2000/2001: 48.
- sezon 2002/2003: -
- sezon 2003/2004: 40.

#### Miejsca na podium chronologicznie
Frey nigdy nie stał na podium indywidualnych zawodów Pucharu Świata.

### Puchar Kontynentalny

#### Miejsca w klasyfikacji generalnej
- sezon 1998/1999: 30.
- sezon 1999/2000: 18.
- sezon 2000/2001: 16.
- sezon 2001/2002: 21.
- sezon 2002/2003: 3.
- sezon 2004/2005: 7.

#### Miejsca na podium chronologicznie
| Nr  | Data             | Miejscowość   | Konkurencja          | Wynik zwycięzcy | Pozycja | Strata  | Zwycięzca        |
| --- | ---------------- | ------------- | -------------------- | --------------- | ------- | ------- | ---------------- |
| 1.  | 3 marca 2000     | Klingenthal   | Sprint K90/7.5 km    | ?               | 1.      | -       | -                |
| 2.  | 17 marca 2000    | Chamonix      | Gundersen K90/15 km  | ?               | 3.      | ?       | Frédéric Baud    |
| 3.  | 15 stycznia 2001 | Val di Fiemme | Gundersen K120/15 km | ?               | 1.      | -       | -                |
| 4.  | 19 grudnia 2002  | Park City     | Sprint K120/7.5 km   | ?               | 3.      | +43.4 s | Kenneth Braaten  |
| 5.  | 10 stycznia 2004 | Villach       | Sprint K90/7.5 km    | ?               | 1.      | -       | -                |
| 6.  | 24 stycznia 2004 | Karpacz       | Gundersen K85/15 km  | ?               | 3.      | +38.7 s | Mathieu Martinez |
| 7.  | 25 stycznia 2004 | Karpacz       | Sprint K85/7.5 km    | ?               | 1.      | -       | -                |
| 8.  | 29 stycznia 2005 | Klingenthal   | Gundersen HS85/15 km | ?               | 2.      | +0.1 s  | Mathieu Martinez |
| 9.  | 5 lutego 2004    | Karpacz       | Gundersen HS94/15 km | ?               | 2.      | +0.4 s  | Ivan Rieder      |
| 10. | 6 lutego 2005    | Karpacz       | Sprint HS94/7.5 km   | ?               | 1.      | -       | -                |

### Letnie Grand Prix

#### Miejsca w klasyfikacji generalnej
- 2000: 20.

#### Miejsca na podium chronologicznie
Frey nigdy nie stał na podium indywidualnych zawodów LGP.